# Anoctus siamensis
Anoctus siamensis är en skalbaggsart som beskrevs av Vladimir Balthasar 1942. Anoctus siamensis ingår i släktet Anoctus och familjen bladhorningar. Inga underarter finns listade i Catalogue of Life.